# Antonov An-50
Antonov An–50 bilo štirimotorno reaktivno letalo, ki ga je predlagal Antonov v zgodnjih 1970-ih. Poganjali naj bi ga štirje turboreaktivni motorji, vsak s 14,7 potiska. Motorji bi bili nameščeni v parih. Vzletna teža naj bi bila 24600 kg, potovalna višina pa 9400 metrov.